# 남아프리카 공화국-대한민국 관계
대한민국과 남아프리카 공화국은 1992년 비교적 늦게 수교하였다. 늦은 수교와는 달리 대한민국과 남아프리카 공화국은 1950년대 초 발생한 한국 전쟁에서 처음 서로를 조우하였으며, 당시 남아프리카 공화국은 대한민국과 수교하지 않은 상태였으나 자국 군대를 파견하여 유엔군사령부 휘하에서 공군을 운용하였다. 한국 전쟁 이후 한국과 남아공은 수교 협상을 하였으나 당시 남아공의 인종차별정책으로 인하여 별다른 성과를 얻지는 못하였다. 이후 아파르트헤이트가 남아공에서 폐지되며 한국과 남아공은 1992년에 수교하게 된다. 김대중 대통령과 친분이 있었던 넬슨 만델라가 대통령이 된 이후 대한민국을 방한하기도 하였다. 2021년에는 한국 문화원을 프리토리아에 개설하는 등 관계 증진을 이어나가고 있다.